# 에모토 마사루
에모토 마사루(일본어: 江本勝, 1943년 7월 22일 ~ 2014년 10월 17일)는 인간의 생각이 물에 전달되면 물이 얼었을 때 그 결정의 모양이 아름다워지거나 추해진다는 주장을 하여 널리 알려진 사람이다. 그는 물에 기도를 하거나 종이에 글자를 적어서 물을 담고 있는 용기에 두르면 그것이 가능하다고 주장한다. 그의 주장은 주류 과학계에서는 유사과학으로 받아들여진다.
주요 저서로, 《물은 답을 알고 있다》, 《물의 메시지》, 《물은 사랑을 원한다》, 《물의 비밀》등이 있다.

## 같이 보기
- 의사과학
- 과학적 방법론